# Суліца (комуна)
Суліца (рум. Sulița) — комуна у повіті Ботошані в Румунії. До складу комуни входять такі села (дані про населення за 2002 рік):
- Дракшань (1581 особа)
- Келіш (395 осіб)
- Суліца (1261 особа) — адміністративний центр комуни

Комуна розташована на відстані 362 км на північ від Бухареста, 22 км на південний схід від Ботошань, 73 км на північний захід від Ясс.

## Населення
За даними перепису населення 2002 року у комуні проживали 5549 осіб.
Національний склад населення комуни:
| Національність | Кількість осіб | Відсоток |
| -------------- | -------------- | -------- |
| румуни         | 5507           | 99,2%    |
| цигани         | 41             | 0,7%     |
| німці          | 1              | < 0,1%   |

Рідною мовою назвали:
| Мова      | Кількість осіб | Відсоток |
| --------- | -------------- | -------- |
| румунська | 5531           | 99,7%    |
| циганська | 17             | 0,3%     |
| німецька  | 1              | < 0,1%   |

Склад населення комуни за віросповіданням:
| Релігія       | Кількість осіб | Відсоток |
| ------------- | -------------- | -------- |
| православні   | 5516           | 99,4%    |
| п'ятдесятники | 19             | 0,3%     |
| римо-католики | 2              | < 0,1%   |
| адвентисти    | 1              | < 0,1%   |